# Уль, Фрида
Фрида Стриндберг (нем. Frida Strindberg, урождённая Мария Фредерика Корнелия Уль (нем. Maria Friederike Cornelia Uhl); 4 апреля 1872 — 28 июня 1943) — австрийская писательница и переводчица.

## Биография
Фрида родилась 1872 году в Мондзе (Австро-Венгрия). Она была дочерью журналиста и редактора «Wiener Zeitung» Фридриха Уля и Марии Уль. Она 9 лет училась в монастырских школах Гориции, Бад-Райхенхалле, затем в Лондоне и Париже, что впоследствии очень помогло ей в профессии переводчицы.
В 1892 году Фрида в качестве литературного корреспондента «Wiener Zeitung» отправилась в Берлин. Там она в январе 1893 года познакомилась со шведским писателем и публицистом Августом Стриндбергом и уже в мае того же года вышла за него замуж. В силу недостатка средств им пришлось жить в поместье её дедушки и бабушки в замке Дорнах. Стриндберг кроме Заксена жил также в Кламе, где активно писал и рисовал. В 1894 году у них родилась дочь Керстин. Фрида пыталась принимать активное участие в делах мужа, что привело к их разводу в 1897 году.
У Фриды была любовная связь с немецким поэтом и драматургом Франком Ведекиндом, от которой родился сын Фридрих, который вырос в Заксене. Август Стриндберг юридически признал его своим сыном.
Любовником Фриды был немецкий писатель Ганс Эверс, с которым Фрида в 1900 году создала первое немецкое кабаре. Она была также тесно связана с литературным движением Молодая Вена, в частности, с Петером Альтенбергом и Карлом Краусом, которого она уговорила спонсировать создание трагедии «Ящик Пандоры» Франком Ведекиндом.
Ещё с одним любовником, Вернером фон Эстереном, роман был настолько бурным, что вызвал судебный процесс и стал достоянием публики.
Фрида работала переводчиком в Вене. В частности, она много переводила Оскара Уайльда. В 1912 году в Сохо она открыла кабаре «Пещера Золотого тельца» (англ. The Cave of the Golden Calf). Здесь ставились пьесы Стриндберга, проводились чтения произведений итальянского писателя-футуриста Филиппо Маринетти, исполнялась пьеса Арнольда Шёнберга «Pierrot Lunaire».
С началом Первой мировой войны Фрида переехала в США, где зарабатывала на жизнь чтением лекций, в том числе и об Августе Стриндберге, а также под псевдонимом Marie Eve написала сценарий фильма для компании Fox. Под псевдонимом Фрида Стриндберг написала мемуары «Lieb, Leid und Zeit. Eine unvergeßliche Ehe», вышедшие в Гамбурге в 1936 году.
Фрида умерла в 1943 году в больнице Зальцбурга.